# Pedaliodes phanaraea
Pedaliodes phanaraea är en fjärilsart som beskrevs av William Chapman Hewitson 1868. Pedaliodes phanaraea ingår i släktet Pedaliodes och familjen praktfjärilar. Inga underarter finns listade i Catalogue of Life.